# 岩田由美
岩田 由美（いわた ゆみ、1961年11月28日 -  ）は、俳人。

## 経歴
岡山県岡山市生まれ。岡山県立岡山朝日高等学校(作家小川洋子とは、同窓同期)、東京大学卒業。大学卒業後、郷里で英語教師に就き、婚約を機に本格的に作句に取り組む。1987年、「青」に入会。1989年、作品「怪我の子」にて第35回角川俳句賞受賞。1993年、第1回藍生賞受賞。
波多野爽波に師事。俳誌「青」を経て、「藍生」「屋根」に所属。夫は同じく俳人の岸本尚毅。
句集に『春望』（花神社、1996年）、『夏安』（花神社、2002年）、『花束』（ふらんす堂、2010年）、著書に『奥の細道-旅をして名句』（学研マーケティング、1991年）、『夫婦の歳時記』（共著、蝸牛社、1997年）がある。2011年、『花束』で第50回俳人協会新人賞受賞。